# Доротея Клюмпке-Робертс
Доротея Клюмпке-Робертс (англ. Dorothea Klumpke Roberts; 9 серпня 1861, Сан-Франциско — 5 жовтня 1942, там само) — американська астрономка. Працювала в Паризькій обсерваторії, потім проводила дослідження спільно з чоловіком Айзеком Робертсом. Стала першою жінкою, яка захистила докторську дисертацію в Паризькому університеті; першою, що отримала «Премію для жінок» Астрономічного товариства Франції; першою жінкою — членом Паризької академії наук, а також першою жінкою, яка здійснила астрономічні спостереження з повітря.

## Життєпис
Доротея Клюмпке народилася в Сан-Франциско 1861 року в родині емігранта з Німеччини Джона Герарда Клюмпке, який приїхав зі своєю сім'єю в Каліфорнію в роки Золотої лихоманки. Доротея, п'ятеро сестер і двоє братів отримали хорошу освіту: батьки посилали їх учитися в кращі школи Німеччини, Швейцарії і Франції. Багато з них згодом здобули популярність, зокрема художниця Анна Елізабет, скрипалька Джулія і неврологиня Августа Клюмпке.
1886 року в Паризькому університеті Доротея здобула диплом бакалавра математики і математичної астрономії. Темою її дисертації були математичні методи дослідження кілець Сатурна (на основі незавершеної роботи Софії Ковалевської). Пізніше, 1893 року, вона стала першою жінкою, яка здобула в Паризькому університеті докторський ступінь.
1887 році Доротея Клюмпке почала працювати в обсерваторії, де займалася фотографічними методами визначення власних рухів зірок. Коли обсерваторія, за ініціативою Міжнародного астрономічного конгресу, запустила масштабний міжнародний проєкт Carte du Ciel, передбачав фотографування великої ділянки неба, Доротея очолила бюро вимірювань і керувала проєктом від 1891 до 1901 року. За цю роботу вона здобула «Жіночу премію» (Prix des Dames) Французького астрономічного товариства 1889 року, а також, 1893 року, стала членкинею Паризької академії наук. Того ж року одну з її робіт з астрономічної картографії відзначено великою грошовою премією на Всесвітній виставці в Чикаго.
1899 року Доротея Клюмпке стала першою жінкою, яка здійснила астрономічні спостереження з повітря. Вона була в групі дослідників, які піднялися на повітряній кулі на висоту 500 метрів, щоб спостерігати за метеорним потоком леоніди. Клюмпке, разом з колегами, провела на повітряній кулі п'ять годин в ніч з 15 на 16 листопада 1899 року; за цей час їм вдалося зареєструвати 30 метеорів, з яких 12 належали до леонідів.
1901 року Доротея Клюмпке пошлюбила Айзека Робертса, астронома-аматора з Уельсу і одного з піонерів астрономічної фотографії. Вони оселилися в Англії, де Робертс побудував власну чудово обладнану обсерваторію, і спільно вели астрономічні дослідження. 
Після смерті Робертса 1904 року Доротея повернулася до Франції, де жила з матір'ю і однією із сестер. Вона також продовжила справу покійного чоловіка і 1929 року опублікувала його «Atlas of 52 Regions, Guide to William Herschel's Fields of Nebulosity». За цю роботу Французька академія наук нагородила її 1932 року премією Hélène-Paul Helbronner. 1934 року Доротею Клюмпке за багаторічний внесок в астрономію відзначено орденом Почесного легіону.
У 1930-х роках Доротея Клюмпке-Робертс повернулася в Сан-Франциско, де продовжувала займатися астрономією. Вона також створила фонд Клюмпке-Робертс, у пам'ять про батьків і чоловіка, на базі якого згодом створено однойменну премію, що вручається за популяризацію астрономії.
Доротея Клюмпке-Робертс померла в Сан-Франциско 5 жовтня 1942 року. На її честь названо астероїди (339) Доротея і (1040) Клампкея.